# Chorfa
Chorfa (em árabe: الشرفة) é uma comuna localizada na província de Annaba, no extremo leste da Argélia. Sua população era de 9 875 habitantes, em 2008.